# Lambda sonda

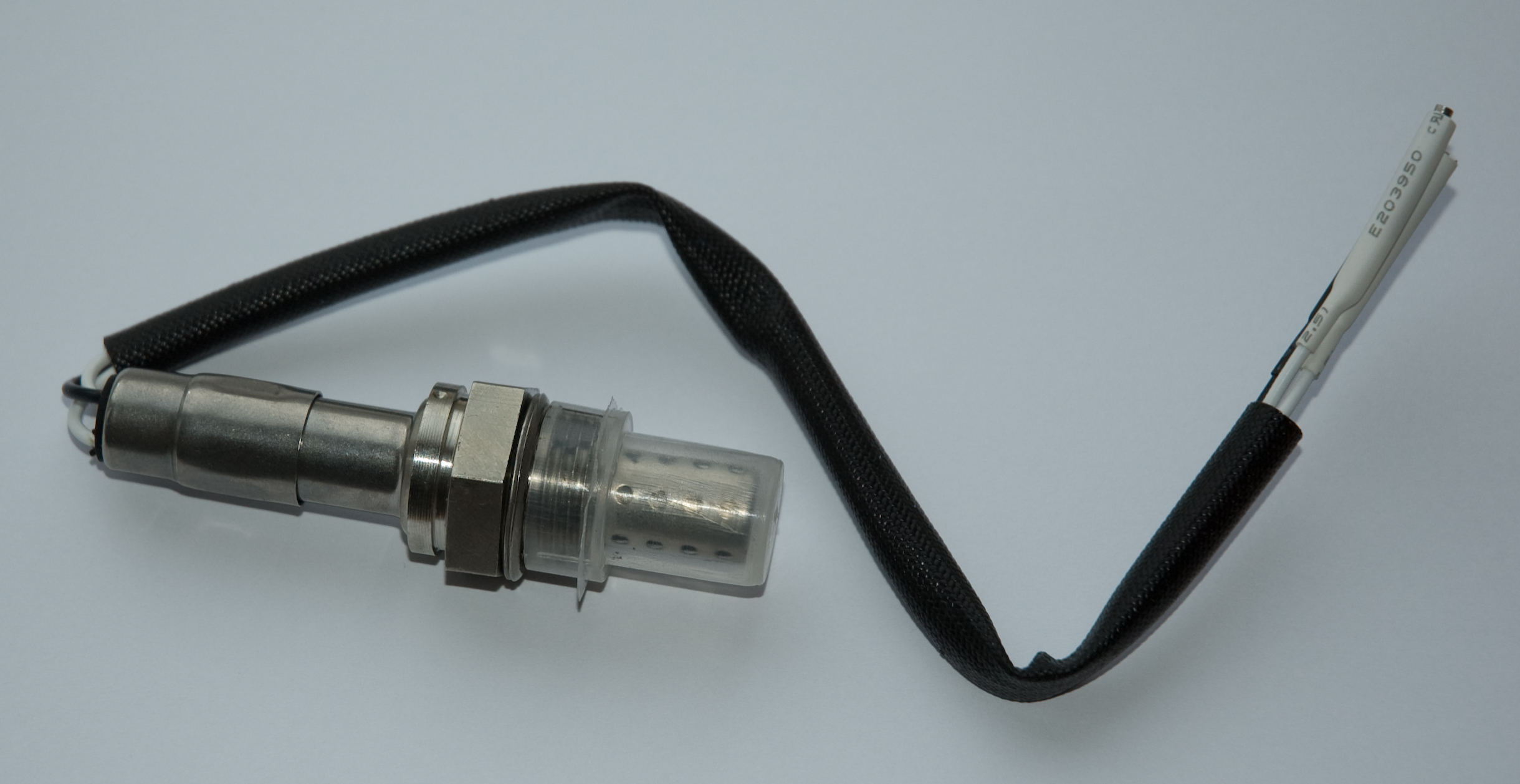
Lambda sonda z vozu Volvo 240

Lambda sonda je kyslíkový senzor umístěný ve výfukovém potrubí automobilů se zážehovým motorem, vybavených katalyzátorem výfukových plynů. Toto zařízení porovnává referenční vzduch (okolní vzduch) s výfukovými plyny. Řídicí jednotka na základě údajů zaznamenaných lambda sondou určuje správný směšovací poměr paliva a vzduchu, který je důležitý pro snížení škodlivých emisí ve výfukových plynech.
Pro správnou funkci katalyzátoru je důležitým parametrem λ, která vyjadřuje směšovací poměr hmotnosti vzduchu ve směsi ku hmotnosti paliva a teoretickému množství vzduchu.
Pokud je λ = 1, jedná se o tzv. stechiometrický poměr; to znamená, že ke spálení 1,0 kg benzínu je potřeba 14,8 kg vzduchu.
Pokud je λ < 1, jedná se o tzv. bohatou směs → poměr vzduchu ve směsi menší než u stechiometrické směsi.
Pokud je λ > 1, jedná se o tzv. chudou směs → objem vzduchu ve směsi je větší než u stechiometrické směsi.

## Dělení lambda sond

### Dělení podle typu

#### Lambda sonda s oxidem zirkoničitým
Tento typ lambda sondy má elektrolyt s pevným tělesem na bázi oxidu zirkoničitého. Element má tvar válce a je dutý. Jeho vnitřní strana je v kontaktu se vzduchem a vnější leží v proudu výfukových plynů. Jako elektroda funguje vrstva platiny, která je z obou stran. Díky elektrodám lze měřit obsah kyslíku ve spalinách. Tento typ sondy přepíná pouze mezi dvěma limitními hodnotami. Jeho výhodou je ale rychlá provozní připravenost a vysoká spolehlivost.
Naměřené napětí přitom indikuje stav motoru.

#### Lambda sonda s oxidem titaničitým
Lambda sonda s oxidem titaničitým se používá méně než předchozí typ. Podobně jako lambda sonda s oxidem zirkoničitým přepíná jen mezi dvěma limitními hodnotami. Funguje díky speciálním vlastnostem oxidu titaničitého, jehož elektrický odpor se mění úměrně s podílem kyslíku ve spalinách. Naměřený odpor přitom indikuje stav motoru.

#### Širokopásmová sonda
Širokopásmová lambda sonda je novější lambda sonda používaná v dnešních moderních automobilech. Je umístěna před třícestným katalyzátorem a je využita nejen pro automobily s vrstvenou směsí, nýbrž i pro moderní vznětové motory. Za třícestným katalyzátorem je umístěna dvoustavová lambda sonda, která hlídá správnou funkci katalyzátoru. V případě, že by řídicí jednotka zaznamenala stejný signál od širokopásmové lambda sondy (před katalyzátorem) i od dvoustavové (za katalyzátorem), svědčilo by to o špatné kondici katalyzátoru.

### Rozlišení podle teploty provozu

#### Jednoduchá lambda sonda
Jednoduchá lambda sonda je nejstarším vyráběným typem. Aby snímala nezkreslená data, musí se nejprve zahřát výfukovými plyny na provozní teplotu. Tento proces může trvat i několik minut.

#### Vyhřívaná lambda sonda
Vyhřívaná lambda sonda se vyrábí od 80. let 20. století. Má elektrické vyhřívání, takže se na provozní teplotu dostane za 30 sekund.

#### Planární lambda sonda
Planární lambda sonda se skládá z keramických fólií, které mají vestavěné vyhřívání. Díky tomu je schopná zahřát se na provozní teplotu už za 10 sekund.

### Rozlišení podle počtu vodičů
Lambda sondy dělíme také podle počtu vodičů. Má-li sonda jen jeden nebo dva vodiče, jedná se o nevyhřívanou kyslíkovou sondu. Třívodičové a čtyřvodičové sondy jsou už vyhřívané.

### Rozlišení podle barev vodičů
Každý výrobce používá jiné barevné značení sond. Podle barev vodičů lze ale rozpoznat i druh sondy. Fialový, bílý, černý nebo šedý vodič indikuje sondu s oxidem zirkoničitým, červený zase sondu s oxidem titaničitým.

## Životnost lambda sondy
Zatímco nevyhřívanou sondu je potřeba vyměnit zhruba každých 50 000 až 80 000 kilometrů, životnost vyhřívané je obvykle i 160 000 kilometrů. Nevyhřívaná sonda se nejčastěji poškodí kvůli usazení nečistot na čidlo. U vyhřívaných sond hrozí roztavení vodičů. Preventivní kontrola sondy se doporučuje při najetí každých 30 000 kilometrů.